# Mont-Tremblant (Quebec)
Mont-Tremblant es una ciudad de la provincia de Quebec, Canadá. Está ubicada en el Municipio regional de condado de Les Laurentides y a su vez, en la región administrativa de Laurentides. Hace parte de las circunscripciones electorales de Labelle a nivel provincial y de Laurentides−Labelle a nivel federal.
En este término municipal está la sede de La Iglesia renovada de Cristo o Apóstoles del Amor Infinito o La Orden de la Madre de Dios son una facción separada de la Iglesia de Roma.

## Geografía
Mont-Tremblant se encuentra ubicada en las coordenadas 46°10′00″N 74°35′00″O / 46.16667, -74.58333. Según Statistics Canada, tiene una superficie total de 234,40 km² y es una de las 1135 municipalidades en las que está dividido administrativamente el territorio de la provincia de Quebec.

## Demografía
Según el censo de 2011, había 9494 personas residiendo en esta ciudad con una densidad poblacional de 40,5 hab./km². Los datos del censo mostraron que de las 8892 personas censadas en 2006, en 2011 hubo un aumento poblacional de 602 habitantes (6,8%). El número total de inmuebles particulares resultó de 7492 con una densidad de 31,96 inmuebles por km². El número total de viviendas particulares que se encontraban ocupadas por residentes habituales fue de 4354.

## Imágenes

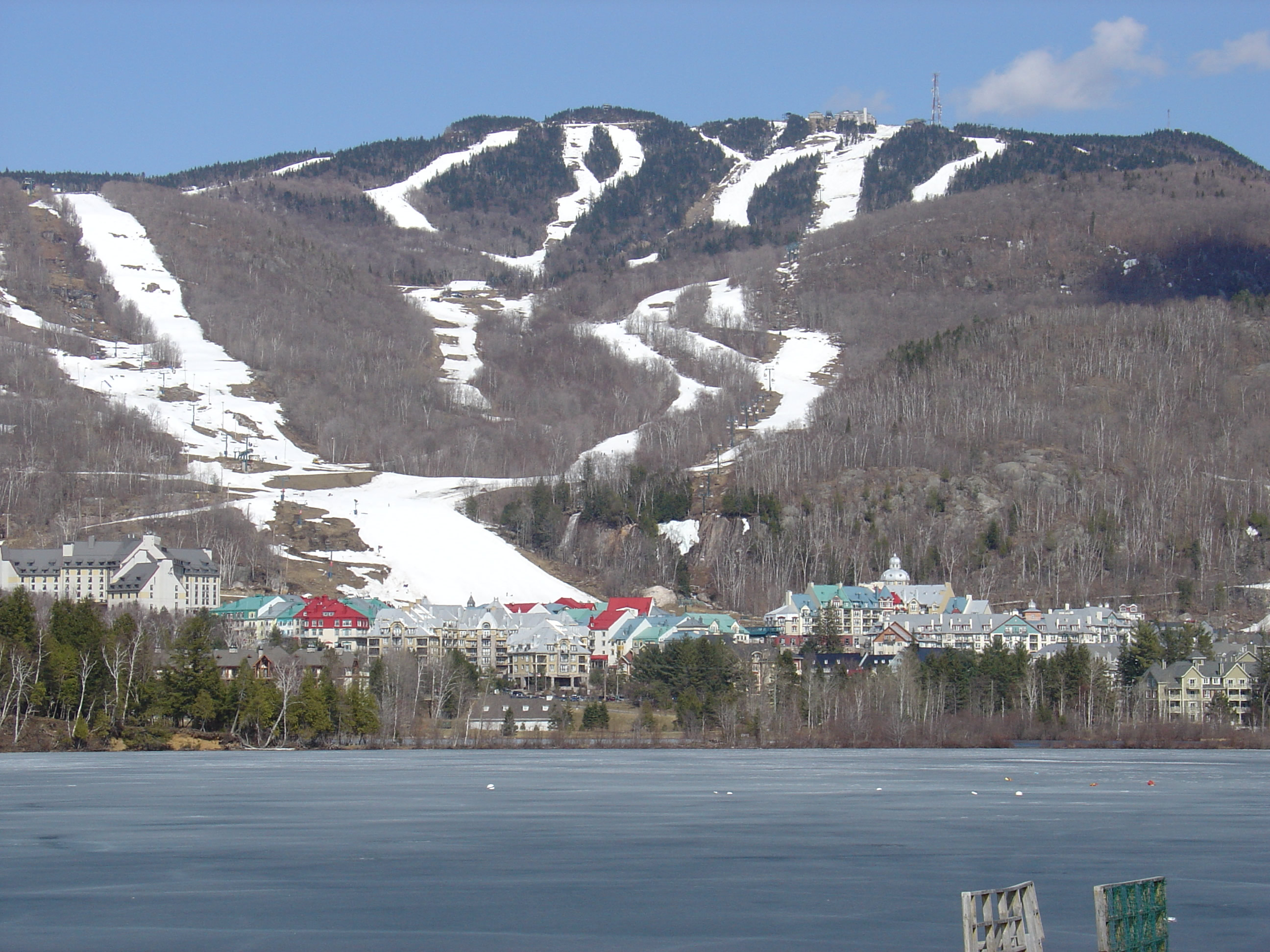
La ciudad de Mont-Tremblant al pie del Monte Tremblant.
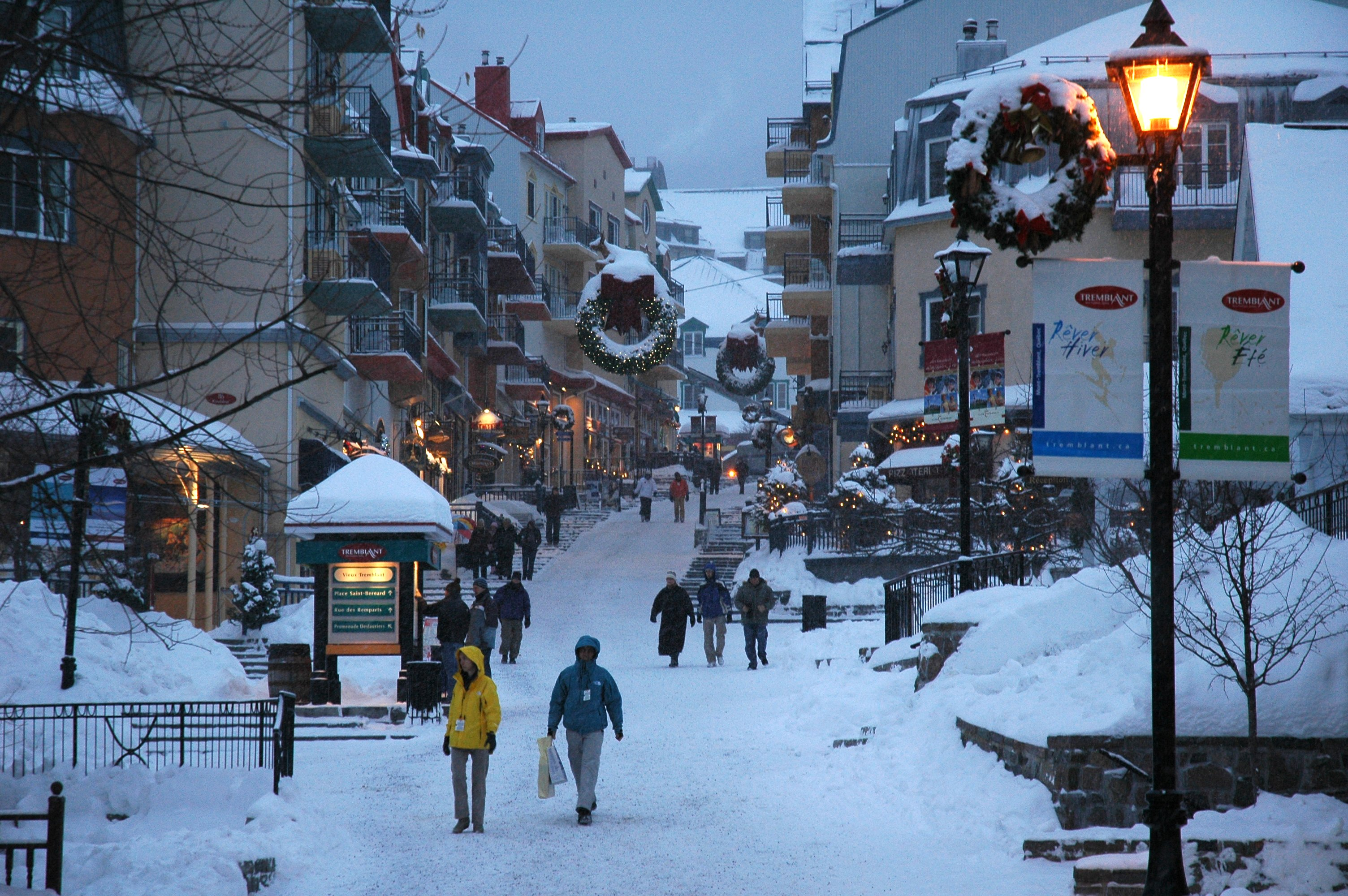
Invierno, centro de la ciudad.
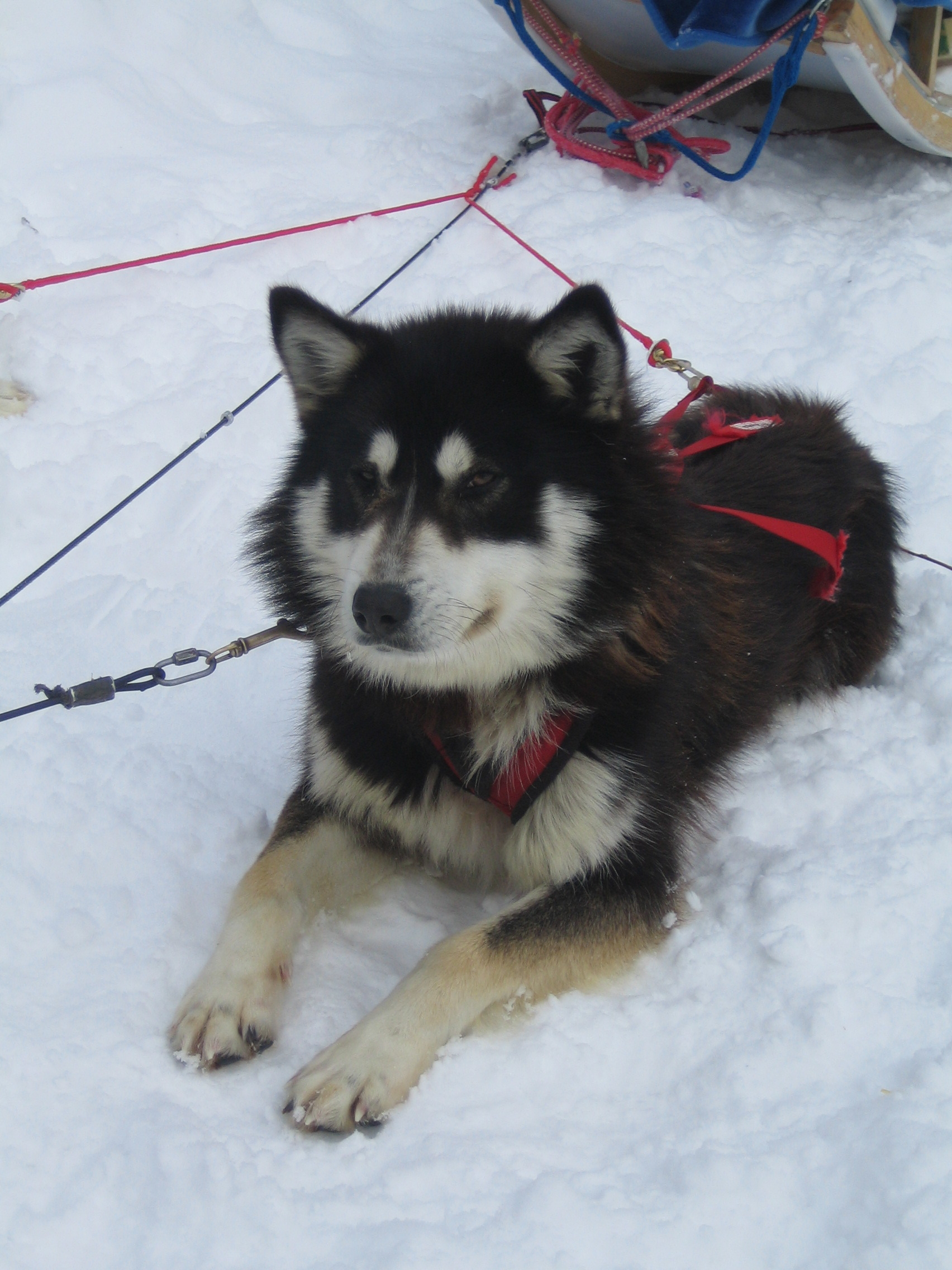
'Traineau à chien'
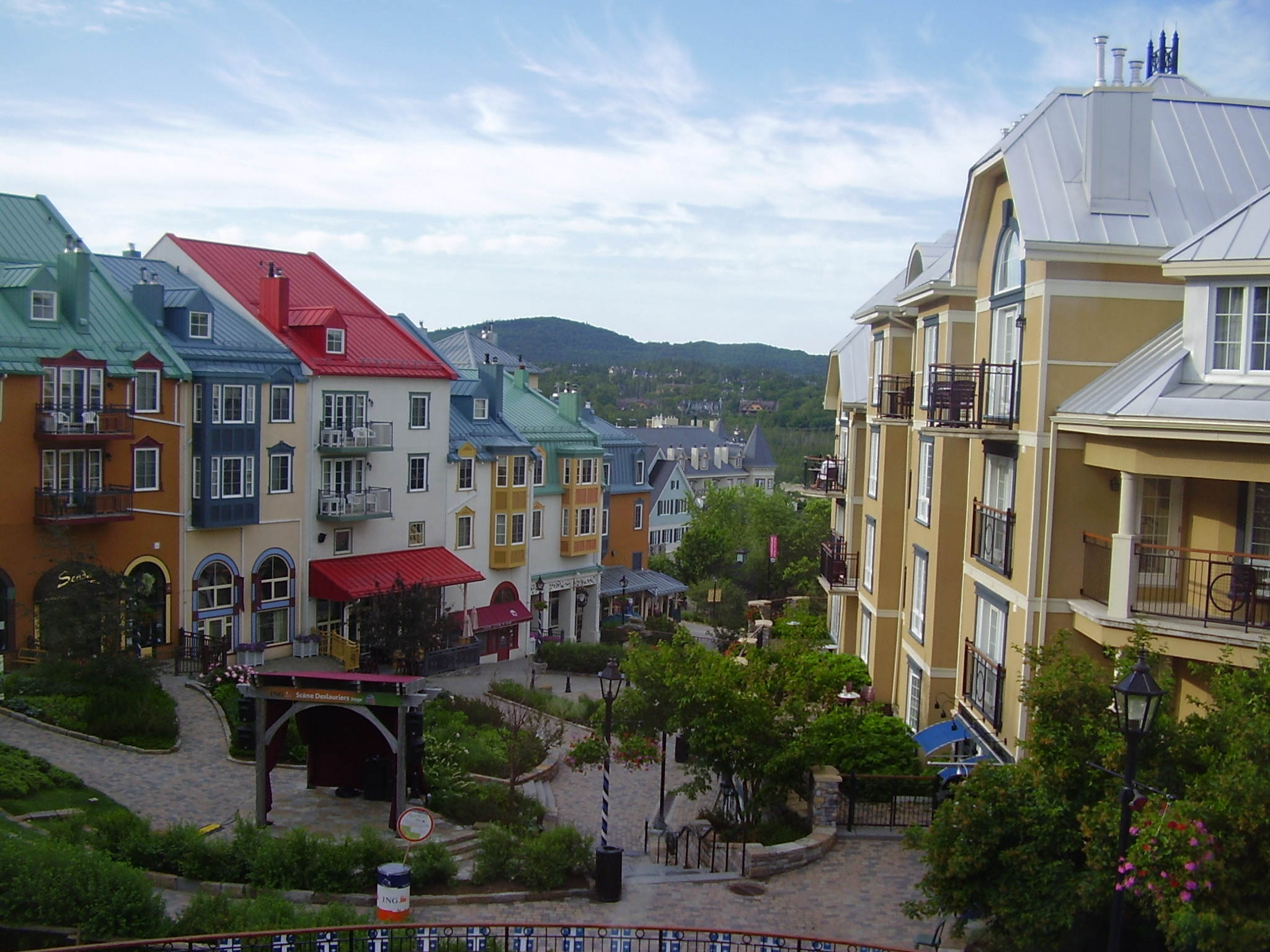
La ciudad en verano.
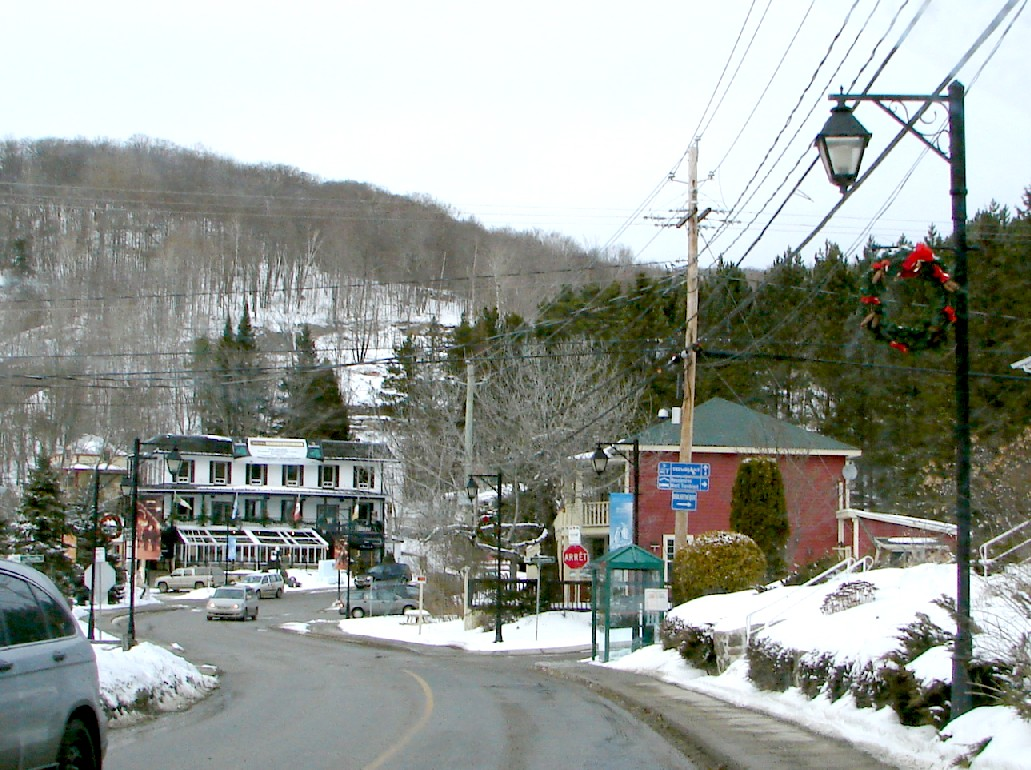
Calles de la ciudad.